# Паспорт громадянина Іспанії
Паспорт громадянина Іспанії — документ, що видається громадянам Іспанії для здійснення поїздок за кордон.
Кожен громадянин Іспанії також є громадянином Європейського Союзу. Паспорт разом із посвідченням на національну особу дає право на свободу пересування та проживання в будь-якій країні Європейського Союзу та Європейського економічного простору.

## Типи паспортів
- Звичайний паспорт — видається для звичайних подорожей, таких як відпустка та відрядження;

- Колективний паспорт — видається на честь паломництва, екскурсій та інших актів аналогічного характеру; Його дійсність обмежена однією поїздкою, тривалість якої не може перевищувати трьох місяців.

- Дипломатичний паспорт — видається іспанським дипломатам, вищим посадовим особам уряду та дипломатичним кур'єрам.

- Офіційні та службові паспорти — видається особам, які представляють іспанську владу в офіційних справах.

## Характеристика
Усі паспорти, які видаються органами державної влади, розташованими на території Іспанії, відповідають так званому біометричному або електронному паспорту (e-passport). Паспорт який включає чип, вбудований в задню обкладинку, що містить біометричні дані, що відносяться до зображення особи власника документа, на додаток до особистих даних, що містяться в машиночитаних рядках OCR.

### Сторінка ідентифікації
- Фотографія власника паспорта (40x53 мм; Висота голови (до вершини волосся): 27 мм; Відстань від верхньої частини фотографії до верхньої частини волосся: 15 мм)
- Тип (P)
- Країна (ESP)
- Номер паспорта
- 1. Прізвище
- 2. Ім'я (імена)
- 3. Національність
- 4. Дата народження
- 5. Стать
- 6. Місце народження
- 7. Дата видачі
- 8. Дата закінчення терміну дії
- 9. Повноваження
- 10. Підпис

Інформаційна сторінка закінчується машиночитабельною зоною.

## Візові вимоги для громадян Іспанії
Станом на 2017 рік громадяни Іспанії мають можливість відвідувати без візи в цілому 156 держав і територій. Згідно з Індексом обмежень візового режиму, іспанський паспорт став 3-м у світі.